# Thierry Marchand
Thierry Marchand, né le 27 janvier 1964 à Bergerac, est un général de corps d'armée français, nommé ambassadeur de France au Cameroun le 15 septembre 2022. 

## Biographie
En 2024, le médecin belge Yves Couvreur l'accuse nommément de commettre et de superviser du harcèlement électromagnétique et du gang-stalking.